# ウルトラマンUSA
『ウルトラマンUSA』（ウルトラマンユーエスエー）は、アメリカのハンナ・バーベラ・プロダクションと日本の円谷プロダクションが提携して製作した長編アニメ作品。アニメーションの実制作はスタジオ・ザインと葦プロダクションが請け負った。英題『ULTRAMAN : THE ADVENTURE BEGINS』。アメリカでは1987年10月にテレビ映画としてニューヨークPYX局などで初放映され、日本では「ウルトラマン大会（フェスティバル）」のメインタイトルとして、日本語吹き替え版が1989年4月28日に劇場公開された。同時上映は『ウルトラマン 恐怖のルート87』『ウルトラマンA 大蟻超獣対ウルトラ兄弟』『ウルトラマンキッズ』。上映時間は78分。

## 概要
M78星雲怪獣惑星ソーキンの爆発によって地球に飛来したソーキン・モンスターを追ってやってきた3人のウルトラ戦士が、アメリカ空軍のアクロバットチーム「フライング・エンジェルス」のメンバーと一体化を経てウルトラフォースとなり、地球の各地に落下したソーキン・モンスターに戦いを挑む姿を描く。
『ウルトラマンキッズ』を除けば、本作品は『ザ☆ウルトラマン』以来10年ぶりに制作されたアニメでのウルトラマン作品である。『ウルトラマン80』の終了後の1982年、日本でのテレビシリーズは休止中であった中、円谷プロダクションはウルトラシリーズのアメリカにおけるキャラクター展開を見据えて現地法人ウルトラ・コムを設立し、ハリウッドでの劇場映画を目指して『ULTRAMAN Hero from the stars』の脚本が作成されたが、プロモーションや制作予算などの条件を考慮して、同社社長の提案によってまずはコストの大きい実写特撮ではなく長編アニメーション作品を製作することとなった。本作品は1987年にパイロット版として製作され、好評であればテレビシリーズ化や実写作品の製作も予定されていたが、興行的には失敗となり、シリーズ化は実現しなかった（ただし、視聴率は同時期の子供向けプログラムで第3位という好成績を収めた）。アメリカでの実写作品は、その後にオーストラリア製作の『ウルトラマンG』（1990年）の成功を経て『ウルトラマンパワード』（1993年）が製作されている。
ウルトラシリーズでは初となるチームで活動するウルトラマンという設定で、主人公は「フライング・エンジェルス」のパイロット、チャック、スコット、ベスの3人で、それぞれウルトラマンチャック、ウルトラマンスコット、ウルトラウーマンベスに変身する。変身の際には特に用具は用いない。彼らはM78星雲から来たヒーローであり、設定上は他の「ウルトラ兄弟」たちも存在する世界が舞台になっているが、本編中では語られない。後年の映画『大怪獣バトル ウルトラ銀河伝説 THE MOVIE』（2009年）では当初は登場予定は無かったが、「設定上さしさわりないなら出したい」というスタッフの意向で、宇宙警備隊の隊員としての姿が描かれた。
アメリカでの公開を見据えて、個性的なメンバーによるヒーローチームという要素はアメリカのヒーローアニメの王道であり、戦士として男性のウルトラマンと肩を並べて戦う「ウルトラウーマン」の登場やキスシーン、主人公の恋愛関係など、これまでのウルトラシリーズに無かった試みも多く取り入れられた。円谷皐は「（私が）ウルトラマンを男女3人にしたのですが、熱烈なファンのいる日本でなら抵抗があったでしょう」と語っている。
当初、ハンナ・バーベラ側から提示されたデザインでは、ウルトラマンがマントを付けていた。これは、アメリカでは「マントも付けずに空を飛ぶヒーロー」という概念が理解できなかったからだと言われている。日米間で何度も打ち合わせを続け、ようやく決定稿のデザインに落ち着いたという。
モンスターデザイナーの一人である雨宮慶太は、本作品以前に企画されていた実相寺昭雄監督の映画『ウルトラQ 怪獣協奏曲（）』用の怪獣デザイン公募に応募していたことがきっかけで起用された。
国内公開は他の劇場版ウルトラシリーズの多くを手がけた松竹ではなく東宝の配給である。アメリカでは1987年10月12日にニューヨークPYX局など全米で初放送され、同時期の子供向けテレビ番組で第3位の視聴率を記録した。

## ウルトラマン

### ウルトラマンスコット
ソーキン・モンスターを追って地球へやってきたM78星雲からやってきたウルトラ戦士の一人。アメリカ空軍のアクロバット飛行チーム「フライング・エンジェルス」のスコット・マスターソン大尉と一体化し、当初は彼自身が危機に陥ると変身できたが、中盤では自らの意思で変身できるようにもなった。腹部に青色の星型をしたバックルを持ち、太陽エネルギーが消耗すると頭部にあるビームランプが青色から赤色に点滅し警告音を発する。ガルバラードを発電所に投げつけるなど、やや荒っぽい戦い方を得意とする。
必殺技
グラニウム光線
両腕に体内のグラニウムエネルギーを集中させ、両手を十字に組んで放つ必殺光線。体内の大量のエネルギーを使用する。3戦士共通の技だが、単独で使用したのはスコットのみである。3人で同時に発射すればウルトラ・シンクロビームとなって威力が増す。
ウルトラ・プッシュビーム
両腕をグラニウム光線とは逆の形に組んだのち、立てた左腕から帯状に発射する、黄色の光線。ウルトラマンチャックの「ウルトラ・バブル・ビーム」に包まれたズーンに放ち、アンドロメダ星雲の惑星・M11に向けて押し出した。
ウルトラ・エナジー・ボール
腰のバックルから放出されたエネルギーを光球状に集中・凝縮して投げつける。ガルバラードの本体イームにダメージを与えた。
ウルトラ・スライサー
大気中のグラニウムエネルギーの分子を円盤ノコギリ状にして投げる技。ウルトラ・エナジー・ボールでダメージを受けたイームに2連続で投げつけて、4つに切り裂いた。それからグラニウム光線を放ち、イームを消滅させた。
ウルトラ投げ
強大なパワーで相手を投げ飛ばす技。150m以上の体長を誇る巨大なガルバラードを、サンフランシスコの市街地から、沖合にあるアルカトラズ島まで、一気に投げ飛ばした。
ウルトラアタック
猛スピードで突進したのち、全体重を敵にぶつける肉弾技で、巨大な敵を数百m先に吹き飛ばすほどの威力を持つ。ニューヨークの市街地を破壊していたキングマイラの第3形態に向かって空中から繰り出し、一時的にひるませた。

### ウルトラマンチャック
ソーキン・モンスターを追って、他のウルトラチームと共に地球へやってきたウルトラ戦士の一人。スコットと同様、フライング・エンジェルスの一人チャック・ギャビン大尉と一体化した。冷静に物事を対処し、他の2人に的確な指示を出す指令塔に近い。太陽エネルギーが減ると額にあるビームランプが青色から赤色に点滅し警告音を発する。
必殺技
グラニウム光線
両手を十字に組んで放つ必殺光線。3戦士共通の技。ウルトラマンチャックが単独で使用したことはなかった。
ウルトラ・バブル・ビーム（ウルトラ・バブル）
両手先から放射する防御エネルギー光線。敵を光の球に包んで動きを封じる。球体の中に入れば、バリヤーとしても使える。ズーンを保護するためと、キングマイラを閉じ込めて太陽に投げ込むために使用。
テレパシー
他の2人のウルトラマンや人類と意思を通じ合わせる際に用いる超能力。

### ウルトラウーマンベス
ソーキン・モンスターを追って、他のウルトラチームと共に地球へやってきた女性ウルトラ戦士。他の2人と同様に、フライング・エンジェルスのベス・オブライエン中尉に宿った。太陽エネルギーが減ると額にあるビームランプが青色から赤色に点滅し警告音を発する。ウルトラシリーズで初めて「ウーマン」が名称に付いたキャラクターである。日本で映画が公開された当時の名称はウルトラウーマン。
必殺技
グラニウム光線
両手を十字に組んで放つ必殺光線。3戦士共通の技。
ウルトラ・スパウト
水面に立ち、周囲の水をウルトラテレキネシスによって吸い上げて、手先から噴射する技。海水に弱いグリンショックスを倒した。姿を隠したキングマイラを探すためにも使用。
ウルトラチョップ
体内のエネルギーを手先から放出しながら、手刀を敵に叩き込む攻撃。グリンショックスの触手をたやすく切り裂いた。
ウルトラパワー
自身の何倍もある敵を投げ飛ばす怪力技。

### 3戦士の合同技
ウルトラ・シンクロビーム
ウルトラマンスコット、ウルトラマンチャック、ウルトラウーマンベスが同時にグラニウム光線を放つことで生まれる光線技で、単独で発射する場合の何倍もの破壊力に強化する。キングマイラ第4形態に対して繰り出したが、テレポーテーション能力によってかわされてしまった。
トリプルパワー
3人でキングマイラの3本の尻尾を掴み、投げ飛ばして太陽に叩き落とした。

## ウルトラフォース
謎の老人ウォルター・フリーマンが結成したスーパーチーム。本部はジョージア・ナショナル・ゴルフクラブの地下にあり、ラシュモア山内部にメカの格納庫があり、エイブラハム・リンカーンの口部分から侵入する。
スコット・マスターソン
25歳。大尉。ウルトラマンスコットと一体化する。かなり女性には積極的なタイプで、若い女性に目がない性格。スーザンに好意を寄せる。何事にも恐れず、どんな事案にも首を突っ込もうとする好奇心旺盛で活動的な男性。
チャック・ギャビン
35歳。大尉。ウルトラマンチャックと一体化する。フライング・エンジェルスのリーダー的存在で、マザーシップでは戦闘司令官的な役割を担う。沈着冷静な性格で、暴走気味のスコットを抑えて助言を与える。
ベス・オブライエン
26歳。中尉。ウルトラウーマンベスと一体化する。休日に、ジャズダンス教室に通っている。高い操縦技術を身に着けた優秀な女性パイロットで、ソーキン・モンスターにも恐れずに立ち向かう強気なタイプ。
スーザン・ランド
24歳。F.E.R.宇宙生物研究所の職員。18歳で大学を卒業し、医学などのさまざまな博士号を取得している。スコットたちがウルトラマンであること知っている人物。後にスコットとは恋仲になる。キングマイラ戦では、生物の脳波を中和させて生物を麻痺させる装置・ニューラルインターフェザーを用いてウルトラチームを援護した。
ウォルター・フリーマン
年齢60歳代の謎の老人。普段はゴルフ場のグリーンキーパーを務める。ウルトラフォースの司令官。
ロボトリオUSA
ウルトラフォース隊員の活躍をサポートするために製作されたユリシーズ、サムソン、アンディの3体の高性能ロボット。ユリシーズは正式名称コンボットMF842号でレーザー兵器のプロフェッショナル。サムソンは正式名称コンボットBA666号で武装システムのオーソリティー。アンディは正式名称ユーティロイドZQ14582号でトランスポーテーションシステムの専門家。本名が長いのでユリシーズとサムソンはスコットが、アンディはベスが命名した。3体の頭文字を並べると「USA」となる。

### メカニック
マザーシップ
ウルトラフォースの巨大母艦。巨大な操縦ルームが前部にあり、空中作戦基地としても用いられる。ウルトラジェットを3機格納し、飛行中の発進も可能。キングマイラ戦ではエネルギーの尽きかけていたウルトラチームに搭載していたパラボラで太陽光を集めて光エネルギーを補充させたり、上部にウルトラチームを乗せて大気圏外にまで運ぶことが可能。翼下のエンジンにより垂直離着陸も可能。
ウルトラジェット
スコットらが乗る小型戦闘機。乗員1名がコンピューターからのサポートを受けながら、同時に操縦と攻撃を行う。飛行速度はマッハ7.3。対怪獣ミサイルと高カロリー化学レーザーを装備している。キャノピーがスコット機は青、ベス機は赤、チャック機は黄色に塗装されている。

## ソーキン・モンスター
植物怪獣 グリンショックス
ルイジアナ州ガジナル川中流の湿地帯に落下した隕石から出現した植物型のソーキン・モンスター。ニューオーリンズに向かう途中でベスと戦う。伸縮自在の無数に生えた触手で歩行し、鋭い爪が生えた2本の触腕で獲物を捕らえ、頭部の花弁の内側から放射する強力な溶解液で溶かしてしまう。攻撃を受けてもすぐに修復することが可能だが、植物であるため、海水（塩水）が弱点。ベスを窮地に陥れ、アンディの助言を受けたベスに海に落とされるが、残しておいた触手から再生した。最後はチャックの援護を受けたベスのウルトラスパウトで海水を浴びせられて倒された。

電磁怪獣 ガルバラード
サンフランシスコに落下した隕石から出現したソーキン・モンスター。電磁球獣イームが自らの体を隕石の破片で覆って誕生した。両肩にある突起と尻尾の先から放電光線を発する。スコットによって発電所に叩きつけられ、体が崩壊した。
電磁球獣 イーム
ガルバラードの中から出てきた本体。発電所の電気を吸収し、スコットを窮地に陥れる。頭部からは6本の触手が生えており、両眼からプラズマを放出する。だが、ロボトリオUSA（ユリシーズ、サムソン、アンディ）の機転によって危機を脱したスコットのウルトラ・エナジー・ボール、ウルトラスライサー、グラニウム光線を連続で受けて倒された。

ひょうきん子怪獣 ズーン
ユタ州のスキー場に落下した隕石から出現したソーキン・モンスター。背中にある羽で飛行することができる。このスキー場でアメリカ軍に攻撃されたが、攻撃の意思がないおとなしく臆病な性質で軍の攻撃に怯えていた。人間に危害を及ぼさないと判断したチャックによって保護され、軍から守られる。その後、チャックのウルトラ・バブル・ビームで保護されながら宇宙に運び出され、スコットによってアンドロメダ星雲のM11惑星に送られた。

超変身怪獣 キングマイラ
ニューメキシコ州の荒野に落下した隕石から出現した90分ごとに2倍の大きさへの巨大化変身を繰り返す凶暴なソーキン・モンスター。第2段階は6メートルになりF.E.R.宇宙生物研究所を破壊した。劇中では3段階まで進化した。最初はウサギに似た姿で、スーザンに保護されてウィロンと名付けられた。3人を同時に相手にした。両肩から生えた触手と頭部の口から火炎熱線（高熱火炎）を放射し、テレポート能力でウルトラチームやアメリカ軍を翻弄し、ウルトラチームを一時退却へ追い込んだ。だが、太陽エネルギーを得て復活したウルトラチームと再戦し、チャックのウルトラ・バブル・ビームに閉じ込められて宇宙空間へ連れ出された後、ウルトラチーム3人のトリプルパワーによって太陽に投げ込まれて消滅した。
- 映画『新世紀ウルトラマン伝説』に流用された映像にも登場している。

## キャスト
- スコット・マスターソン：古谷徹 / 英 - マイケル・レムベック（英語版）
- チャック・ギャビン：小川真司 / 英 - チャド・エヴェレット
- ベス・オブライエン：鶴ひろみ / 英 - エイドリアン・バーボー
- ユリシーズ：田の中勇 / 英 - ウィリアム・キャラウェイ（英語版）
- サムソン：大竹宏 / 英 - ロニー・シェル（英語版）
- アンディ：山田恭子 / 英 - チャーリー・アドラー
- スーザン・ランド：吉田理保子 / 英 - ローナ・パッターソン（英語版）
- フィルビー博士：田中康郎 / 英 - レス・トレメイン（英語版）
- マーク・ワトキンス：塩沢兼人 / 英 - マーク・L・テイラー（英語版）
- ウォルター・フリーマン：宮内幸平 / 英 - ステイシー・キーチ・Sr（英語版）
- クーパー将軍：青野武 / 英 - エド・ギルバート（英語版）
- ボーディンガー大佐：佐藤正治 / 英 - アラン・ルーリー（英語版）

## スタッフ
- 監督：日下部光雄
- 脚本：ジョン・エリック・シーワード
- キャラクターデザイン：飯村一夫
- ヒーローデザイン・タイトルロゴデザイン：吉田等
- メカニックデザイン：佐藤智彦
- モンスターデザイン：雨宮慶太、村山寛貢、杉浦千里
- 美術監督：古谷彰
- 色彩：若井喜治、小針裕子
- 作画監督：飯村一夫、鶴山修、工藤柾輝、羽原信義
- 絵コンテ：奥田誠治、長尾粛、日下部光雄、大庭寿太郎
- 監督助手：根岸弘、大庭寿太郎
- 撮影監督：森田俊昭
- 編集：正木直幸
- 音響監督：松浦典良
- 音響監督補：渡辺淳
- 日本語版演出：松川陸
- 音響効果：神保大介、佐藤寛一（スワラプロダクション）
- 現像：東京現像所
- 音楽：風戸慎介
- 音楽プロデューサー：木村英俊
- ハンナ・バーベラ側スタッフ
  - クリエイティブプロデューサー：ジェフ・シーガル、ケリー・ワード
  - スーパーバイジング・ディレクター：レイ・パターソン
  - プロダクション・スーパーバイザー：ケン・ミムラ
  - クリエイティブ・デザイン：イワオ・タカモト
  - キー・キャラクターデザイン：フローロ・デリー
  - キー・バックグラウンド・スーパーバイザー：アル・グーア
  - 編集スーパーバイザー：ラリー・コーワン
  - ボイスディレクター：ゴードン・ハント
  - キャスティング： アンドレア・ロマーノ
  - エクゼクティブ制作担当：ジェーン・バーベラ
- エグゼクティブ・コーディネーター：宇川清隆
- アソシエイト・プロデューサー：玉川静
- エグゼクティブ・プロデューサー：円谷皐、ウィリアム・ハンナ、ジョセフ・バーベラ
- 制作プロデューサー：尾崎正善（スタジオ・ザイン）、江藤直行（円谷プロダクション）
- 協力：スタジオ・ザイン、葦プロダクション
- 製作提携：円谷プロダクション、ハンナ・バーベラ・プロダクション、講談社、日本コロムビア、バンダイ
- 製作：円谷プロダクション

## 主題歌
主題歌「時の中を走りぬけて」
作詞：阿久悠 / 作曲：都倉俊一 / 編曲：風戸慎介 / 歌：石原慎一 / コーラス：こおろぎ'73
イメージソング「スカイ・ハイ・ヒーロー」
作詞：竜真知子 / 作曲：都倉俊一 / 編曲：風戸慎介 / 歌：石原慎一 / コーラス：こおろぎ'73
石原は、本作品への参加が縁で、後に同じく小暮一雄が音楽プロデューサーを務めた『重甲ビーファイター』へ参加した。

## 映像ソフト化
1989年4月にビデオ（VHS、セル・レンタル共通）が、1991年7月にLD（セルのみ）がそれぞれ発売されたが、DVDは発売されなかった。2018年9月26日には、35ミリネガフィルムをハイビジョン解像度のデジタルデータへ変換したBDがバンダイナムコアーツ（現：バンダイナムコフィルムワークス）から発売された。日本語版と英語版『ULTRAMAN : THE ADVENTURE BEGINS』を初収録。

## 客演作品
本作品の主役チーム3人がすべて実写で客演したウルトラシリーズ作品。3人のスーツは、『ウルトラマンネオス』のパイロット版製作の際にウルトラ戦士全員集合ビジュアルを撮影するために制作され、1995年には東宝ビルト特写会にてスチールが撮影された。
『新世紀ウルトラマン伝説』
他のウルトラ戦士と共に天空魔と戦った。
『新世紀2003ウルトラマン伝説 THE KING'S JUBILEE』
ウルトラマンキングの誕生日を他のウルトラ戦士と共に祝福する。
『大怪獣バトル ウルトラ銀河伝説 THE MOVIE』
光の国を襲撃したウルトラマンベリアルに宇宙警備隊員として立ち向かう。スコットはベリアルにギガバトルナイザーで両足を払われて後頭部を強打し、ベスはベリアルの盾にされてウルトラマンパワードのメガ＝スペシウム光線の直撃に倒れ、チャックは（画面外のベリアルから）ベリアルショットを浴びせられている。その後、ほかのウルトラ戦士と共に光の国の氷結に巻き込まれてしまうが、ウルトラマンゼロがベリアルからプラズマスパーク・エネルギーコアを取り戻したことにより、全員とも復活する。最後の場面では、ウルトラマングレートやパワードと一緒にキングの演説を聞いている。
『新ウルトラマン列伝』
最終話（第155話）で、それまで一切登場しなかったUSAチームが、ウルトラ戦士集合映像（新撮）にて登場を果たしている。
『ウルトラギャラクシーファイト 運命の衝突』
究極生命体アブソリューティアンのアブソリュートティターンを追い、惑星バベルにUSAチームで駆けつける。
- スコットの声は古谷が担当しているが、チャックの声は2015年に死去した小川に代わっててらそままさき、ベスの声は2017年に死去した鶴に代わって瀬戸麻沙美がそれぞれ担当している。スーツは新規造形。

## 備考
- 本作品以前にも日本国外版の製作は検討されており、『ウルトラマン白書』では『サイボーグ009 超銀河伝説』に携わったジェフ・シーガルや『スター・ウォーズ エピソード5/帝国の逆襲』のノベライズを担当したドナルド・F・グルートによる企画が『ウルトラマンUSA』として紹介されている[45]。
- 本作品の脚本家「ジョン・エリック・シーワード」について、本作品の二次利用のために円谷プロダクションが連絡先を探している[46][47]。